# Tipula coronifera
Tipula coronifera är en tvåvingeart som beskrevs av Evgenyi Nikolayevich Savchenko 1960. Tipula coronifera ingår i släktet Tipula och familjen storharkrankar. Inga underarter finns listade i Catalogue of Life.